# Вязье (Могилёвская область)
Вя́зье (бел. Вяззе) — агрогородок в Осиповичском районе Могилёвской области Беларуси. Административный центр Вязьевского сельсовета.

## Этимология
В основе названия лежит термин «вязь», обозначавший топкое, грязное место.

## Географическое положение
Расположено на берегу реки Свислочь и Осиповичского водохранилища в 7 км на север от Осиповичей и в 7 км от ж/д станции Осиповичи, в 140 км от Могилёва, рядом с автодорогой Осиповичи — Свислочь Р72.
В регулярной планировке квартального типа преобладают деревянные дома. При въезде в Вязье со стороны деревни Теплуха находится общественный центр, на восток от которого и ведётся современная застройка.

## История
Вязье, известное с XVI века как селение в Великом княжестве Литовском, в 1560 году числилось как казённая собственность в Свислочской волости с 20 дворами. В Российской империи оказалось после второго раздела Речи Посполитой в 1793 году. В 1847 году под названием Вяжна деревня упоминается как собственность помещика в составе имения Лядцы Бобруйского уезда с 275 жителями и 43 дворами. По переписи 1897 года Вязье числилось уже в Погорельской волости Игуменского уезда с 341 жителем. Также в деревне, согласно переписи, имелись корчма, две мельницы, хлебный магазин, питейный дом, паромная переправа, церковно-приходская школа. В 1907 году упоминалось уже с 53 дворами и 408 жителями. Тогда же рядом были засвидетельствованы одноимённое имение (52 жителя) и водяная мельница (1 двор и 17 жителей). В 1917 году числятся уже 77 дворов с 469 жителями, а в имении — 60 жителей. С февраля по ноябрь 1918 года Вязье было оккупировано германскими войсками, с августа 1919 по июль 1920 года — польскими. По данным на 1925 год, в местной школе обучался 81 ученик. В 1930 году здесь был создан колхоз «Авангард».
Во время Великой Отечественной войны Вязье было оккупировано немецко-фашистскими войсками с конца июня 1941 года по 28 июня 1944 года; 27 жителей из 75 воевавших на фронте погибли. В самой деревне действовала подпольная антифашистская группа.
Центром Вязьевского сельсовета Осиповичского района Могилёвской области Вязье является с 21 января 1966 года. Также в Вязье было переселено несколько населённых пунктов: первым в 1940 году стал хутор Ленёвка, в 1967 году — уже деревня Каменка.
В данный момент в Вязье имеются Осиповичская ГЭС, гидрометеопост, рыбхоз «Свислочь», лесничество, средняя школа и детский сад-ясли, ФАП, библиотека, столовая, 2 магазина, отделение связи, отделение сберегательного банка, АТС, комплексный приёмный пункт бытового обслуживания населения, Дом лесника, Дом культуры с краеведческим музеем, детский ортопедический санаторий «Вязье» и база отдыха «Берёзка» спортивного товарищества «Буревестник».
Детство белорусского поэта Максима Богдановича было связано, среди прочего, и с этой деревней, так как именно здесь проживала его тётя С. А. Секержицкая, к которой он приезжал весной и летом 1895 года вместе со своей матерью Марией и братьями Вадимом и Лёвой. На доме тёти (в 1986 году — здание спортивной базы) была в 1984 году установлена мемориальная доска.

## Население
- 1926 год — 490 человек, 95 дворов[4]
- 1959 год — 460 человек[4]
- 1970 год — 566 человек[4]
- 1986 год — 683 человека, 266 хозяйств[4]
- 2002 год — 695 человек, 262 хозяйства[4]
- 2007 год — 686 человек, 271 хозяйство[1]

## Культура
- Дом культуры с краеведческим музеем
- Музей ГУО "Вязьевская средняя школа"

В 2023 году постановлением Министерства культуры Республики Беларусь от 30 мая 2023 года № 80 статус нематериальной историко-культурной ценности присвоен элементу «Культура белорусской дуды на Могилёвщине» в аг. Вязье —  Историко-культурная ценность Республики Беларусь, .

## События и мероприятия
- В 2014 году прошёл районный фестиваль "Дажынкi"

## Достопримечательность
- Мемориальный комплекс в честь земляков, погибших в годы Великой Отечественной войны
- Дом лесника
- Осиповичская ГЭС
- Скульптура "Мальчик на шаре" около Осиповичского водохранилища

## Комментарии
1. ↑  Название и ударение даны по: Назвы населеных пунктаў Рэспублікі Беларусь: Магілёўская вобласць: нарматыўны даведнік / І. А. Гапоненка і інш.; пад рэд. В. П. Лемцюговай. — Минск: Тэхналогія, 2007. — С. 59. — 406 с. — ISBN 978-985-458-159-0..